# Paul Jaray
Paul Jaray, né à Vienne le 11 mars 1889 et décédé à Saint Gallen le 22 septembre 1974, est un ingénieur hongrois, pionnier de la période de l'aérodynamisme (ou « Streamline Moderne » en anglais) des dirigeables chez Zeppelin comme des automobiles avec la révolutionnaire Tatra 77.

Auto Union streamliner concept 1923 - replica - rear

Dès 1932, et durant quelques années, Paul Jaray habite Lucerne, non loin du peintre Hans Erni. Celui-ci lui rend hommage en peignant l’une de ses voitures aux formes aérodynamiques sur sa célèbre peinture murale « La Suisse, pays de vacances des peuples » réalisée pour l’Exposition nationale de 1939.